# バフト・ハーン

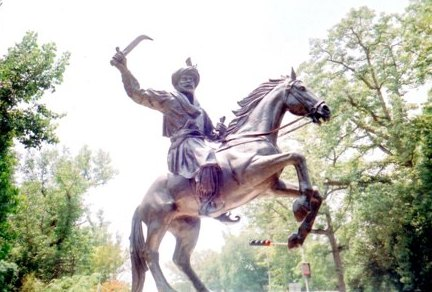
バフト・ハーンの像

バフト・ハーン（Bakht Khan, 1797年 - 1859年）は、インド大反乱における総大将だった人物。 

## 生涯
1797年11月、バフト・ハーンはビジュノールに生まれた。彼はローヒラー族の族長ナジーブ・ハーンの一族でもあった。
1857年5月、インド大反乱が勃発すると、イギリス東インド会社のシパーヒーだったバフト・ハーンも反乱に立ち上がった。そして、7月1日にデリーに到着し、反乱軍の総大将となった。
だが、9月14日にデリーの総攻撃が始まり、皇帝バハードゥル・シャー2世が降伏しようとすると、バフト・ハーンは交戦を嘆願したが受け入れられず、結局20日に皇帝は降伏した。
その後、デリーを脱出したバフト・ハーンはラクナウへと向かい、そこの反乱軍とともにイギリスと戦い、1858年3月に同地が陥落したのちは各地を転戦した。
1859年、バフト・ハーンはイギリスとの戦闘中に重傷を負い、それが原因で死亡した。